# Gilbert Stork
Gilbert Stork (ur. 31 grudnia 1921 w Brukseli, zm. 21 października 2017 w Nowym Jorku) – amerykański biochemik belgijskiego pochodzenia; profesor chemii na Uniwersytecie Columbia. Laureat m.in. nagrody Wolfa z chemii (1995).